# Carlos Fernando Arroyo
Carlos Fernando Arroyo (Mar del Plata, 5 de diciembre de 1945-30 de diciembre de 2022) fue un abogado, docente, político argentino e intendente del partido de General Pueyrredón, cuya cabecera es la ciudad de Mar del Plata, desde 2015 hasta 2019 por el frente Cambiemos.

## Biografía
Arroyo fue director de la Escuela de Educación Media N.º 2 y profesor del Instituto Superior de Formación Docente N.º 19.[cita requerida] Fue funcionario de la dictadura cívico-militar autodenominada Proceso de Reorganización Nacional entre 1976 y 1983 y, durante el gobierno de Raúl Alfonsín, participó del alzamiento carapintada.
Arroyo fue director de Transporte y Tránsito del Partido de General Pueyrredón. Además, desempeñó el cargo de vicepresidente del Partido Popular de la Reconstrucción de la provincia de Buenos Aires, partido de extrema derecha señalado por sus ideas fascistas.
Falleció el 30 de diciembre de 2022 a los 77 años a causa de EPOC.

## Actividad política
En 1979 fue designado por la dictadura militar como interventor de la Asociación de Conductores de Taxis. Con el retorno a la democracia en 1983, fue candidato a Intendente de General Pueyrredón por la Alianza Federal y obtuvo 1.411 votos, el 0.04%.
En 2007 se postuló como Concejal en el partido Paufe, conducido por el ex subcomisario Luis Patti, luego condenado a cadena perpetua por crímenes de Lesa Humanidad durante la dictadura.
En 2011 candidato a Intendente en la lista del Frente Popular, que postulaba la fórmula presidencial Duhalde-Das Neves, quedando en cuarto lugar con el 8,69% de los votos,entrando por esa lista como concejales Guillermo Raúl Sáenz Saralegui y Hernán Alcolea, debajo de Gustavo Pulti (38,75%), Carlos Cheppi (20,56%) y Vilma Baragiola (15,32%) Según diversos testigos, el funcionario no solo reivindicaba a Adolf Hitler en sus conversaciones, sino que incluso tenía símbolos nazis y una estatuilla de Erwin Rommel en su despacho.
En las Elecciones legislativas de Argentina de 2013 logró renovar su banca bajo la bandera vecinalista de Agrupación Atlántica. Durante sus 6 años dentro del Concejo Deliberante siempre marcó sus inasistencias a las sesiones especiales del Día de la Memoria, 24 de marzo, por no compartir la visión de los derechos humanos.
En las Elecciones Municipales de la Provincia de Buenos Aires de 2015 participó en las elecciones Primarias Abiertas Simultáneas y Obligatorias (PASO) en la interna por la intendencia por la alianza Cambiemos contra Vilma Baragiola y el 25 de octubre obtuvo el 32% de los votos, consiguiendo la intendencia de General Pueyrredón sobre Gustavo Pulti, quien obtuvo el 28% de los votos. Los otros candidatos a Intendente de la Ciudad fueron: Lucas Fiorini (UNA), Pablo Farias (Progresistas) y Alejandro Martínez (FIT).
Arroyo asumió el cargo de Intendente el día 10 de diciembre de 2015 en una sesión pública en el HCD, tras haber renunciado a su cargo de concejal el día anterior.
En 2019 anunció que buscaría la reelección en las elecciones de ese mismo año pero fuera de la alianza con la que ganó en 2015, con boleta propia.
Finalmente Arroyo terminó quinto en las elecciones generales, consiguiendo solo el 3,83% de los votos, dando fin a su mandato y quedando como nuevo intendente a Guillermo Montenegro (Juntos por el Cambio), quien consiguió el 40,6% de votos.

## Controversias

### Acusaciones
Organismos de Derechos Humanos, como Abuelas de Plaza de Mayo e HIJOS lo vinculan con la dictadura militar por haber sido un funcionario de la misma, cuando en 1979 fue designado interventor del gremio de Peones de Taxis.
En 1994, mientras se desempeñaba como subsecretario de Inspección General durante su paso por la intendencia de Mario Russak (UCeDé), fue acusado de antisemitismo por la Delegación de Asociaciones Israelitas Argentinas (DAIA). 
En 2015 la comunidad boliviana de Mar del Plata denunció a Arroyo ante el INADI por "declaraciones xenófobas y discriminatorias" que ofendían a la comunidad, estas declaraciones fueron dichas por el mismo Arroyo en un canal de Mar del Plata:

Si la frontera sigue siendo una criba; o sea, un colador, por donde entra cualquiera de cualquier país con cualquier cosa... todos de la misma nacionalidad... y son todos expertos en cultivar coca, por ejemplo... No quiero nombrar al país para no hacer distinciones, pero ¿usted se imagina?
Carlos Fernando Arroyo.

.

### Denuncias
Arroyo fue denunciado penalmente porque en un procedimiento, testigos revelaron que obligó a una mujer a desnudarse y tomar por los pelos a un hombre y golpearlo reiteradas veces contra la pared y fue procesado por "violación de domicilio" y "abuso de autoridad" por un violento allanamiento realizado en un hotel. En 1995, el Juzgado Criminal y Correccional número 6 le dictó prisión preventiva por esos dos delitos.